# Estación de Callosa de Segura-Cox
Callosa de Segura-Cox es una estación de ferrocarril situada en el municipio español de Cox, en la provincia de Alicante, comunidad Valenciana. Forma parte de la línea de alta velocidad Madrid-Levante como parte del tramo Monforte del Cid-Murcia.

## Historia
La estación fue construida en 2015 con el propósito de formar parte de la línea C-1 de cercanías Murcia/Alicante y como alternativa a la actual línea de ancho ibérico sin electrificar, principalmente frecuentada por automotores diésel de las serie 592 y 599, finalmente la estación nunca llegó a formar parte del núcleo de cercanías, y no fue hasta 2022 cuando fue inaugurada como la llegada de la alta velocidad a Murcia. Actualmente la estación todavía conserva sus logotipos y carteles de cercanías pese a la ausencia de estos.

## Situación ferroviaria
La estación actualmente cuenta con servicios Avant que conectan Alicante y Murcia con 16 servicios diarios.
| Línea MD | Trenes | Origen/Destino    |  | Destino/Origen    | Observaciones                |
| -------- | ------ | ----------------- |  | ----------------- | ---------------------------- |
|          | Avant  | Alicante-Terminal |  | Murcia del Carmen | 8 trenes diarios por sentido |